# Championnat du Guyana de football 2009
Navigation
Saison 2000 Saison 2010
La saison 2009 du Championnat du Guyana de football est la dixième édition du championnat national au Guyana. Après huit années d'interruption, la fédération organise à nouveau une compétition nationale, regroupant les meilleures formations de chaque province. Les dix équipes sont regroupées au sein d'une poule unique où elles s'affrontent une fois. Les quatre premiers du classement disputent ensuite la phase finale, disputée sous forme de rencontres à élimination directe. Il n'y a ni promotion, ni relégation à l'issue de la saison.
C'est le club d'Alpha United qui remporte la compétition cette saison après avoir battu en finale le Guyana Defence Force FC. Il s’agit du tout premier titre de champion du Guyana de l'histoire du club.
À noter que le dernier club sacré lors d'un championnat national, Fruta Conquerors, est absent de la compétition et ne peut donc pas défendre son titre.

## Qualifications continentales
Le champion du Guyana et son dauphin se qualifient pour la CFU Club Championship 2010.

## Les clubs participants
- Georgetown :
  - Alpha United
  - Guyana Defence Force FC
  - Camptown FC
- Berbice :
  - Rosignol United
- Bartica :
  - Liquid Gold FC
- East Demerara :
  - Buxton United
  - Victoria Kings FC
- Linden :
  - Milerock FC
  - Bakewell Topp XX
- West Demerara :
  - Seawall FC

## Compétition
Le barème de points servant à établir le classement se décompose ainsi :
- Victoire : 3 points
- Match nul : 1 point
- Défaite : 0 point

### Phase régulière
| Rang | Équipe                  | Pts | J | G | N | P | Bp | Bc | Diff |
| ---- | ----------------------- | --- | - | - | - | - | -- | -- | ---- |
| 1    | Alpha United            | 21  | 9 | 6 | 3 | 0 | 22 | 6  | +16  |
| 2    | Guyana Defence Force FC | 17  | 9 | 5 | 2 | 2 | 11 | 5  | +6   |
| 3    | Camptown FC             | 15  | 9 | 4 | 3 | 2 | 19 | 13 | +6   |
| 4    | Milerock FC             | 14  | 9 | 4 | 2 | 3 | 9  | 11 | -2   |
| 5    | Seawall FC              | 12  | 9 | 3 | 3 | 3 | 12 | 9  | +3   |
| 6    | Buxton United           | 11  | 9 | 3 | 2 | 4 | 10 | 14 | -4   |
| 7    | Real Victoria Kings FC  | 10  | 9 | 3 | 1 | 5 | 8  | 13 | -5   |
| 8    | Rosignol United         | 9   | 9 | 3 | 0 | 6 | 10 | 16 | -6   |
| 9    | Bakewell Topp XX        | 8   | 9 | 2 | 2 | 5 | 11 | 16 | -5   |
| 10   | Liquid Gold FC          | 8   | 9 | 2 | 2 | 5 | 11 | 20 | -9   |

|  | Qualification pour la phase finale |

### Phase finale
|  | Demi-finales            | Demi-finales            | Demi-finales            | Demi-finales            |                               |              | Finale           | Finale           | Finale           | Finale           |
|  |                         |                         |                         |                         |                               |              |                  |                  |                  |                  |
|  | 15 novembre 2009        | 15 novembre 2009        | 15 novembre 2009        | 15 novembre 2009        |                               |              | 29 novembre 2009 | 29 novembre 2009 | 29 novembre 2009 | 29 novembre 2009 |
|  | Alpha United ap         | Alpha United ap         | 3                       | 3                       |                               |              | 29 novembre 2009 | 29 novembre 2009 | 29 novembre 2009 | 29 novembre 2009 |
|  | Alpha United ap         | Alpha United ap         | 3                       | 3                       |                               |              | 29 novembre 2009 | 29 novembre 2009 | 29 novembre 2009 | 29 novembre 2009 |
|  | Milerock FC             | Milerock FC             | 2                       | 2                       |                               |              | 29 novembre 2009 | 29 novembre 2009 | 29 novembre 2009 | 29 novembre 2009 |
|  | Milerock FC             | Milerock FC             | 2                       | 2                       | Alpha United                  | Alpha United | 2                | 2                |                  |                  |
|  | 15 novembre 2009        |                         |                         |                         | Alpha United                  | Alpha United | 2                | 2                |                  |                  |
|  |                         |                         | Guyana Defence Force FC | Guyana Defence Force FC | 1                             | 1            |                  |                  |                  |                  |
|  | Guyana Defence Force FC | Guyana Defence Force FC | Guyana Defence Force FC | Guyana Defence Force FC | 1                             | 1            | 3                | 3                |                  |                  |
|  | Guyana Defence Force FC | Guyana Defence Force FC |                         |                         |                               |              |                  | 3                |                  |                  |
|  | Campton FC              | Campton FC              | 0                       | 0                       |                               |              |                  |                  |                  |                  |
|  | Campton FC              | Campton FC              | 0                       | 0                       | Match pour la troisième place |              |                  |                  |                  |                  |
|  |                         |                         |                         |                         |                               |              |                  |                  |                  |                  |
|  | 29 novembre 2009        |                         |                         |                         |                               |              |                  |                  |                  |                  |
|  | Campton FC              | Campton FC              | 2                       | 2                       |                               |              |                  |                  |                  |                  |
|  | Campton FC              | Campton FC              | 2                       | 2                       |                               |              |                  |                  |                  |                  |
|  | Milerock FC             | Milerock FC             | 1                       | 1                       |                               |              |                  |                  |                  |                  |
|  | Milerock FC             | Milerock FC             | 1                       | 1                       |                               |              |                  |                  |                  |                  |

## Bilan de la saison
| Championnat du Guyana de football 2009 |                          |
| Champion                               | Alpha United (1er titre) |
| Coupes et trophées                     |                          |
| Vainqueur de la Coupe du Guyana 2009   | Pele FC                  |
| Qualifications continentales           |                          |
| CFU Club Championship 2010             | Alpha United             |
| CFU Club Championship 2010             | Guyana Defence Force FC  |
| Promotions et relégations              |                          |
| Promus en Super League                 | Aucun                    |
| Relégués                               | Aucun                    |